# Alfred Romer
Alfred Sherwood Romer (28 de diciembre de 1894 - 5 de noviembre de 1973) fue un paleontólogo y anatomista estadounidense que se especializó en la evolución de los vertebrados.
Alfred Romer nació en White Plains, Nueva York, y estudió en el Colegio Amherst y la Universidad Columbia. Romer se unió al departamento de geología y paleontología de la Universidad de Chicago como profesor adjunto en 1923. Fue un investigador y maestro activo. Su programa de coleccionismo agregó importantes especímenes del Paleozoico al Museo Walker de Paleontología. En 1934, fue decretado profesor de biología en la Universidad Harvard. En 1946, se hizo también director del Museo de Anatomía Comparada de Harvard.
Romer era muy entusiasta en investigar evolución vertebrada. Comparando datos de paleontología, anatomía comparada, y embriología, enseñó los cambios básicos estructurales y funcionales que ocurrían durante la evolución de los peces hacia los primeros tetrápodos. Siempre enfatizó la importancia evolucionaria de las relaciones entre la forma, función y ambiente de los animales.
Romer fue el primero en reconocer una brecha en el registro fósil de los tetrápodos del Devónico y los del posterior período Carbonífero, a la cual se le da precisamente el nombre de brecha de Romer desde 1995.

## Libros
- Romer, A.S. 1933. Vertebrate Paleontology. University of Chicago Press, Chicago. (2.ª ed. 1945; 3ª ed. 1966)
- Romer, A.S. 1933. Man and the Vertebrates. University of Chicago Press, Chicago. (2.ª ed. 1937; 3ª ed. 1941; 4ª ed. retitulada The Vertebrate Story, 1949)
- Romer, A.S. 1949. The Vertebrate Body. W.B. Saunders, Philadelphia. (2.ª ed. 1955; 3ª ed. 1962; 4.ª ed. 1970)
- Romer, A.S. 1949. The Vertebrate Story. University of Chicago Press, Chicago (4.ª ed. de Man and the Vertebrates)
- Romer, A.S. 1956. Osteology of the Reptiles. University of Chicago Press, Chicago
- Romer, A.S. 1968. Notes and Comments on Vertebrate Paleontology. University of Chicago Press, Chicago
- Romer, A.S. y T.S. Parsons. 1977. The Vertebrate Body. 5th ed. Saunders, Philadelphia. (6.ª ed. 1985) (versión en español: Anatomía comparada. Editorial Interamericana, 1982, traducción de la 5ª ed. en inglés, 428 p.)

## Honores

### Eponimia
- julio de 2007, una especie de arcosaurio dinosauromorfo fue nombrada Dromomeron romeri en honor a Romer